# Disparition de Yérima Djoubaïrou
La Disparition de Yérima Djoubaïrou fait suite à la publication et la dénonciation par cet activiste politique camerounais sur une vidéo montrant le député Ali Bachir en possession de plusieurs cartes d'identité et carte d'électeurs dans le cadre des élections de 2025 au Cameroun.

## Contexte
Le Cameroun est en 2025 dans une année électorale importante. L'opposition camerounaise et les partisans du RDPC sont actifs et se dénoncent par médias interposés.

## Déroulement
Yérima Djoubaïrou diffuse une vidéo et des photos dans lesquelles il accuse le député camerounais Ali Bachir de fabrication frauduleuse de carte d'identité et d'électeurs,,,,,. Ses accusations sont relayées par l'opposant politique Maurice Kamto,.

## Suites
Yérima Djoubaïrou est porté disparu depuis depuis le 24 décembre 2024 et ses proches sont sans nouvelles,,,.